# Schlacht um Bhamo
Japanische Eroberung 1941/42

Bilin – Sittang – Pegu (Taukkyan) – Rangun – Yunnan-Burma-Straße (u.a. Tachiao – Oktwin – Toungoo – Yenangyaung – Lashio I)
1942/43

Burma-Kampagne 1942–1943

Arakan I – The Hump – Chindits
1944

Schlacht um Nordburma und West-Yunnan 1943–1945

Burma-Kampagne 1944

Arakan II – Ha-gō – Lashio II – Sangshak – Myitkyina – U-gō (Imphal – Kohima – Tennisplatz) – Mogaung – Song shan/Huitong-Brücke – Dan-gō
1944/45

Burma-Kampagne 1944–1945

Bhamo – Arakan III (Kangaw und Höhe 170 – Ramree) – Meiktila/Mandalay – Pakokku – Lashio III – Tanlwe Chaung – Operation Dracula – Sittang
Die Schlacht um Bhamo fand zwischen dem 14. November und 14. Dezember 1944 während des Pazifikkriegs im Zweiten Weltkrieg in Nordostburma statt. Die angerückten chinesischen Einheiten der nationalchinesische Neue 1.  Armee unter General Sun Li-jen konnten nach einer kurzen Belagerungszeit die Stadt Bhamo von japanischen Einheiten befreien.

## Vorgeschichte
Als die nationalchinesische Neue 1. Armee mit der 30. und 38. Division die Vorbereitungen für die Offensive vom 15. Oktober 1944 abschloss, ergab eine Aufklärung östlich von Myitkyina in Richtung China, dass die japanischen Streitkräfte sich bereits von der nordöstlichen Ecke Burmas weitgehend zurückgezogen hatten.
Die Thrailkill-Expedition, benannt nach ihrem Anführer Major Benjamin F. Thrailkill, hatte Myitkyina am 27. August verlassen. Sie hatte den Befehl, von Yunnan aus Kontakt mit den Chinesen aufzunehmen. Auf dem Weg nach Osten über Fort Harrison traf die Expedition am 6. September am Kambaiti-Pass auf die Yunnan-Chinesen. Acht Tage später waren sie wieder zurück in Myitkyina. Die Expedition hatte damit festgestellt, dass der Weg nach China passierbar war und sie erkundeten zahlreiche Absprung- und Lagerplätze. Japaner wurden zu diesem Zeitpunkt nicht angetroffen.

## Planung
Die ersten Befehle des Northern Combat Area Command an die Neue 1. Armee unter dem Befehl von General Sun Li-jen lauteten dahingehend, dass sie schnell auf Bhamo vorrücken, dort feindliche Streitkräfte vernichten oder eindämmen, das Bhamo-Mansi-Gebiet einnehmen und sichern und bereit sein soll, den Vormarsch fortzusetzen.
Bhamo, die zweitgrößte Stadt in Nordburma markiert das Ende der Schiffbarkeit des Irrawaddy. Vor dem Krieg war die Stadt ein blühender Binnenhafen gewesen. Als die Chinesen und Amerikaner im Mai 1944 Myitkyina angegriffen hatten (→ Schlacht um Myitkyina), verfügte diese Stadt nur über die Verteidigungsmöglichkeiten, die jeder bewohnten Ortschaft eigen ist. Trotzdem hatte Myitkyina bis August durchgehalten. Nun, im Herbst 1944, standen die Chinesen in Nordburma Bhamo gegenüber, das nicht nur über natürliche Verteidigungsanlagen verfügte, sondern zusätzlich von den Japanern stark befestigt worden war. Bhamos militärische Bedeutung lag darin, dass es die sechzehn Kilometer lange Lücke zwischen dem Irrawaddy und dem Plateau an der Ostseite des Irrawaddy-Tals beherrschte. Durch dieses Gebiet müsste die geplante Ledo-Straße gebaut werden.
Der Taping mündet direkt oberhalb von Bhamo in den Irrawaddy. Einer seiner verzweigten Nebenflüsse fließt an der Stadt Tengchong vorbei, wo im Spätsommer 1944 einige der schwersten Kämpfe zwischen chinesischen und japanischen Truppen stattgefunden hatten, die von dort aus nach Burma eindringen wollten, während die japanische 56. Division unter dem Kommando von Generalleutnant Matsuyama Yūzō versuchte, eine Blockade auf der Burmastraße aufrecht zu halten.
Geheimdokumente der Japaner, die den Amerikanern in die Hände gefallen waren, zeigten, dass die Japaner planten, Bhamo in drei Etappen zu verteidigen. Im ersten Fall würde die japanische Außenpostenlinie von Sinbo am Irrawaddy bis Na-long an der Straße Myitkyina-Bhamo, etwa auf halber Strecke nach Bhamo, und von dort bis zum Oberlauf des Taping verteidigt. Die zweite japanische Linie war der Taping, dessen Übergänge befestigt werden sollten. Die dritte Stufe war die Stadt Bhamo selbst. Diese Linien waren mit dem 2. Bataillon, dem 16. Regiment und dem Aufklärungsregiment der japanischen 2. Division, unter ihrem Befehlshaber Generalleutnant Okazaki Seisaburo, besetzt.

## Schlacht um Bhamo

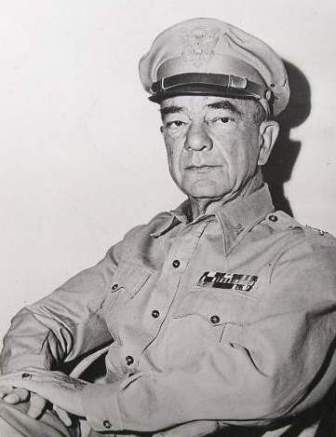
Generalleutnant Daniel Isom Sultan

Die chinesische 38. Division unter dem Kommando des US-amerikanischen Generalleutnant Daniel Isom Sultan begann im  November 1944 die ersten Angriffe auf die Verteidigungsstellungen der Stadt mit Luft- und Artillerieunterstützung, allerdings mit unterschiedlichem Erfolg. Die rund 1200 japanischen Soldaten hielten den Attacken zunächst stand.
Unterdessen machte das 114. Regiment nördlich von Bhamo größere Fortschritte. Dieses Regiment umging am 21. November die japanische Stellung bei Subbawng und zog etwa drei Kilometer westlich entlang des Südufers des Taping nach Shwekyina. Die Japaner wurden auch dort umgangen und gaben Subbawng schnell auf. Der Rest des 114. Regiments zog nach, um das Shwekyina-Gebiet zu säubern, wodurch die Vorhut des 114. Regiments frei wurde, um direkt nach Süden durch die abgelegenen Dörfer auf die Stadt Bhamo vorzurücken. Am 28. November erreichte sie die nördlichen Hauptverteidigungsanlagen von Bhamo.
Im Süden hatte ein Bataillon des 112. Regiments zwischen dem Irrawaddy und der Straße nach Namhkam Stellung bezogen. Damit war das 113. Regiment im Osten bereit einen Großangriff auf Bhamo zu beginnen. Jedoch entschied sich General Sun Li-jen die Luft- und Artillerieunterstützung auf das 114. Regiment zu verlagern.
Im Dezember gelang es dann dem 114. Regiment der chinesischen 38.  Division, einen japanische Bunker nach dem anderen zu zerstören. Chinesen, die hinter amerikanischen Sturzkampfbombern der 10th Air Force vorrückten, konnten in heftigen Kämpfen vier japanische Stützpunkte einnehmen.
Alarmiert durch die Erfolge der chinesischen Einheiten entsandte das japanische Kommando am 5. Dezember eine 3000 Mann starke Streitmacht unter Oberst Yamazaki. Dessen Truppe wurden jedoch vom 90. Infanterieregiment der chinesischen 30. Division blockiert.

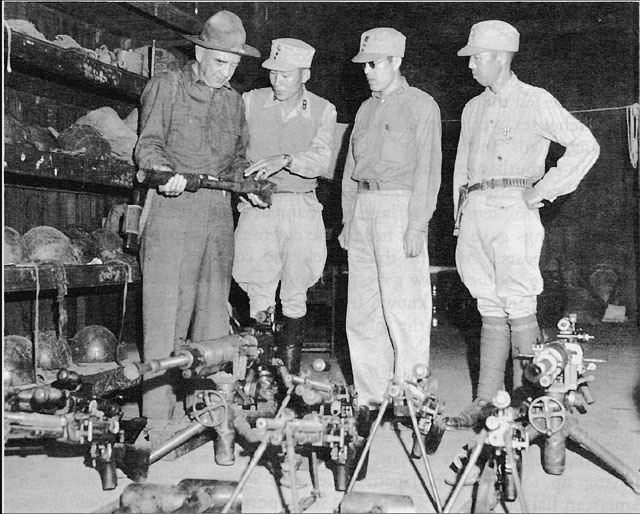
General Sultan (links) und General Sun Li-jen, Kommandeur der chinesischen Neuen 1. Armee, untersuchen feindliche Ausrüstung, die von flüchtenden japanischen Truppen in Momauk zurückgelassen wurde

Währenddessen bereitete sich in Bhamo die japanische Garnison auf den Ausbruch vor. Ihre Verzögerungsmission war nahezu erfüllt, und ein weiterer Grund für ihren Abzug waren die zunehmenden Erfolge des chinesischen 114. Regiments im nördlichen Teil von Bhamo. Bis zum 13. Dezember hatte diese Einheit die nördlichen Verteidigungsanlagen durchdrungen und rückte in den zentralen Teil von Bhamo vor.
In der Nacht des 14. Dezember versuchten die Japaner der Garnison ihre komplette Munition abzufeuern. Dann rückten sie in das Flussbett des Irrawaddy vor und griffen bei Tagesanbruch die chinesischen Linien entlang des Flusses an. Im frühen Morgennebel gelangten sie durch die chinesischen Linien in Sicherheit. Kurz darauf, wurde das japanische Wort für „Erfolg“ an die wartende Yamazaki-Abteilung gesendet. die sofort ihren Kampf beendete. Nach japanischen Angaben gelangten auf diese Weise 950 der 1200 Mann der Garnison sicher nach Namhkam.

## Folgen der Schlacht
Die Chinesen auf burmesischem Gebiet waren jetzt nur noch etwa 80 Kilometer Luftlinie von ihren chinesischen Kameraden der Y-Force in Yunnan entfernt. Das bedeutete, dass die Alliierten allmählich die letzten japanischen Straßensperren sahen, die sie daran hinderten, die Burmastraße vollständig zu nutzen.